# Kastor (zvijezda)
Kastor je druga najsjajnija zvijezda u Blizancima, unatoč tome što nosi Bayerovu oznaku α Geminorum (najsjajnija je Poluks, β Geminorum). Prividna veličina zvijeze je 1,58, a stvarna 0,61 što je čini oko 49 puta sjajnijom od Sunca.
Iako gledana golim okom izgleda kao samotna zvijezda, Kastor je poseban po tome što je šestorostruka zvijezda i sastoji se od tri para dvostrukih zvijezda. Teleskopski je moguće razdvojiti Kastor Aa i Kastor Ba što je čini atraktivnim objektom za promatranjem među astronomima amaterima.

### Višestruki zvjezdani sustav
Najsjajnija i najmasivnija komponenta zvjezdanog sustava je Kastor Aa, bijeli div prividne veličine 1,93, mase 2,37 puta veće od Sunca. Ova zvijezda sjaji 72% svog vidljivog svjetla unutar zvjezdanog sustava. Kastor Aa obilazi crveni patuljak Kastor Ab. Pratilju nije moguće teleskopski razdvojiti, već je njeno prisustvo otkriveno na temelju spektroskopskih promatranja.
Kastor Ba je druga najizraženija komponenta zvjezdanog sustava koja sjaji 27% ukupnog sjaja sustava. Prividno gledano sa Zemlje, smjestila se 6 lučnih sekundi od Kastora A. Kastor Ba je bijela zvijezda,  spektralnog tipa A4V, prividne veličine 2,97 i mase 1,79 puta veće od Sunca. Kastor Ba ima pratilju Kastor Bb, crveni patuljak. Kao i kod Kastora Ab, on nije teleskopski razlučiv već je otkriven na temelju spektroskopskih promatranja.
Kastor Ca i Cb su par crvenih patuljaka prividno udaljen 70 lučnih sekundi od Kastora A i B. Zvijezde nisu teleskopski razlučive, već je dvojna narav otkrivena na temelju spektroskopskih promatranja. 
| Naziv | Prividna veličina | Spektralni tip | Masa | Temperatura |
| ----- | ----------------- | -------------- | ---- | ----------- |
| Aa    | 1,93              | A1V            | 2,37 | 10.300 K    |
| Ab    |                   | M1             |      |             |
| Ba    | 2,97              | A4V            | 1,79 | 8.800 K     |
| Bb    |                   | M1             |      |             |
| Ca    | 9,83              | M1             | 0,59 | 3.800 K     |
| Cb    | 10,07             | M1             | 0,59 | 3.800 K     |